# Citroën DS3 WRC
Citroën DS3 WRC — автомобиль World Rally Team , созданный компанией Citroën Racing для команды Citroën World Rally Team для использования в сезоне чемпионата мира по ралли 2011 года . Он основан на дорожном автомобиле Citroën DS3 и заменил весьма успешный Citroën C4 WRC. Он был построен в соответствии с новыми правилами World Rally Car 2011 года, которые были основаны на существующих правилах Super 2000 , но оснащен 1,6-литровым двигателем с турбонаддувом, а не 2-литровым двигателем с турбонаддувом, который используется в автомобилях Super 2000.
Работы по разработке автомобиля проводились в течение 2010 года водителями Citroën Себастьяном Лёбом , Дани Сордо , Себастьяном Ожье и тест-пилотом Филиппом Бугальски , а также родственными пилотами Peugeot Крисом Миком  и Стефаном Сарразеном . 
Двигатель был специально разработан для этого автомобиля (старые правила требовали, чтобы двигатель был основан на блоке цилиндров и прокладке ГБЦ существующего серийного двигателя). Официально он развивает 220 кВт (300 л.с.) при 6000 об/мин и 350 Нм (36 кгс⋅м) при 3250 об/мин. 
В октябре 2012 года Citroën объявил о том, что DS3 RRC предназначен для использования в чемпионатах ниже WRC: WRC-2 (ранее S-WRC), чемпионате Европы по ралли (ERC), чемпионате Ближнего Востока по ралли (MERC), некоторых национальных чемпионатах и скоро. Визуально и внутренне две модели (DS3 WRC и RRC) различаются, поскольку правила для RRC более строгие. Например, 1,6-литровый двигатель WRC с турбонаддувом и непосредственным впрыском был немного модифицирован, снизив мощность с 220 кВт (300 л.с.) до 205 кВт (275 л.с.), визуально воздухозаборники в бампере стали меньше, а задний спойлер соответствует стандартам S2000. . Другое существенное изменение касается тормозов в асфальтовой конфигурации: диаметр дисков уменьшен с 355 до 350 мм, а система водяного охлаждения удалена. 
На Ралли Финляндии 2016 года Крис Мик установил новый рекорд самого быстрого этапа FIA WRC в истории со средней скоростью 126,60 км/ч. 
| Год      | Заголовок                                      | Конкурент                      | Записи | Победы | Подиумы | Точки |
| -------- | ---------------------------------------------- | ------------------------------ | ------ | ------ | ------- | ----- |
| 2011 год | Чемпионат мира по ралли FIA для водителей      | Себастьен Леб                  | 13     | 5      | 9       | 222   |
| 2011 год | Чемпионат мира по ралли FIA среди штурманов    | Дэниел Елена                   | 13     | 5      | 9       | 222   |
| 2011 год | Чемпионат мира по ралли FIA для производителей | Citroën Total World Rally Team | 26     | 10     | 18      | 403   |
| 2012 год | Чемпионат мира по ралли FIA для водителей      | Себастьен Леб                  | 13     | 9      | 10      | 270   |
| 2012 год | Чемпионат мира по ралли FIA среди штурманов    | Дэниел Елена                   | 13     | 9      | 10      | 270   |
| 2012 год | Чемпионат мира по ралли FIA для производителей | Citroën Total World Rally Team | 26     | 10     | 20      | 453   |

### Победы в WRC [
| Нет. | Событие                    | Время года | Поверхность                  | Водитель       | штурман            | Абитуриент                               |
| ---- | -------------------------- | ---------- | ---------------------------- | -------------- | ------------------ | ---------------------------------------- |
| 1    | Ралли Мексики 2011         | 2011 год   | Гравий                       | Себастьен Леб  | Дэниел Елена       | Citroën Total World Rally Team           |
| 2    | 2011 Ралли Португалии      | 2011 год   | Гравий                       | Себастьен Ожье | Жюльен Инграссиа   | Citroën Total World Rally Team           |
| 3    | Ралли Иордании 2011 г.     | 2011 год   | Гравий                       | Себастьен Ожье | Жюльен Инграссиа   | Citroën Total World Rally Team           |
| 4    | 2011 Ралли Италия Сардиния | 2011 год   | Гравий                       | Себастьен Леб  | Дэниел Елена       | Citroën Total World Rally Team           |
| 5    | 2011 Ралли Аргентины       | 2011 год   | Гравий                       | Себастьен Леб  | Дэниел Елена       | Citroën Total World Rally Team           |
| 6    | Ралли Акрополя 2011 г.     | 2011 год   | Гравий                       | Себастьен Ожье | Жюльен Инграссиа   | Citroën Total World Rally Team           |
| 7    | 2011 Ралли Финляндии       | 2011 год   | Гравий                       | Себастьен Леб  | Дэниел Елена       | Citroën Total World Rally Team           |
| 8    | 2011 Ралли Германии        | 2011 год   | асфальт                      | Себастьен Ожье | Жюльен Инграссиа   | Citroën Total World Rally Team           |
| 9    | Ралли Франции 2011 г.      | 2011 год   | асфальт                      | Себастьен Ожье | Жюльен Инграссиа   | Citroën Total World Rally Team           |
| 10   | 2011 Ралли Каталонии       | 2011 год   | Гудронированное шоссе/гравий | Себастьен Леб  | Дэниел Елена       | Citroën Total World Rally Team           |
| 11   | Ралли Монте-Карло 2012     | 2012 год   | Асфальт/снег                 | Себастьен Леб  | Дэниел Елена       | Citroën Total World Rally Team           |
| 12   | Ралли Мексики 2012         | 2012 год   | Гравий                       | Себастьен Леб  | Дэниел Елена       | Citroën Total World Rally Team           |
| 13   | 2012 Ралли Аргентины       | 2012 год   | Гравий                       | Себастьен Леб  | Дэниел Елена       | Citroën Total World Rally Team           |
| 14   | Ралли Акрополя 2012        | 2012 год   | Гравий                       | Себастьен Леб  | Дэниел Елена       | Citroën Total World Rally Team           |
| 15   | 2012 Ралли Новой Зеландии  | 2012 год   | Гравий                       | Себастьен Леб  | Дэниел Елена       | Citroën Total World Rally Team           |
| 16   | 2012 Ралли Финляндии       | 2012 год   | Гравий                       | Себастьен Леб  | Дэниел Елена       | Citroën Total World Rally Team           |
| 17   | 2012 Ралли Германии        | 2012 год   | асфальт                      | Себастьен Леб  | Дэниел Елена       | Citroën Total World Rally Team           |
| 18   | Ралли Франции 2012         | 2012 год   | асфальт                      | Себастьен Леб  | Дэниел Елена       | Citroën Total World Rally Team           |
| 19   | 2012 Ралли Италия Сардиния | 2012 год   | Гравий                       | Микко Хирвонен | Ярмо Лехтинен      | Citroën Total World Rally Team           |
| 20   | 2012 Ралли Каталонии       | 2012 год   | Гудронированное шоссе/гравий | Себастьен Леб  | Дэниел Елена       | Citroën Total World Rally Team           |
| 21   | Ралли Монте-Карло 2013     | 2013       | Асфальт/снег                 | Себастьен Леб  | Дэниел Елена       | Citroën Total Abu Dhabi World Rally Team |
| 22   | 2013 Ралли Аргентины       | 2013       | Гравий                       | Себастьен Леб  | Дэниел Елена       | Citroën Total Abu Dhabi World Rally Team |
| 23   | 2013 Ралли Германии        | 2013       | асфальт                      | Дэни Сордо     | Карлос дель Баррио | Citroën Total Abu Dhabi World Rally Team |
| 24   | 2015 Ралли Аргентины       | 2015 год   | Гравий                       | Крис Мик       | Пол Нэгл           | Citroën Total Abu Dhabi World Rally Team |
| 25   | Ралли Португалии 2016      | 2016 год   | Гравий                       | Крис Мик       | Пол Нэгл           | Команда Абу-Даби Total World Rally Team  |
| 26   | 2016 Ралли Финляндии       | 2016 год   | Гравий                       | Крис Мик       | Пол Нэгл           | Команда Абу-Даби Total World Rally Team  |